# Малаховский, Владимир Филиппович
Влади́мир Фили́ппович Малаховский (9 апреля 1894, Санкт-Петербург — 29 декабря 1940) — участник революционного движения, советский историк и публицист.

## Биография
Родился в семье рабочего. В 15 лет начал работать на Невском судостроительном заводе. Пристрастился к чтению политической литературы, в 16 лет стал членом нелегального социал-демократического кружка, которым руководила П. Ф. Куделли. В 1911 стал членом РСДРП, принимал активное участие в организационной работе социал-демократов, затем — большевиков в Санкт-Петербурге. В 1912 Малаховский стал членом Петербургского комитета партии, участвовал в кампании по выборам депутатов Государственной думы. За нелегальную деятельность подвергался арестам и высылке из Петербурга.
В 1914 был призван в армию, служил в звании рядового на Западном фронте, вёл большевистскую пропаганду среди солдат. После Февральской революции избирался членом солдатских комитетов. В июле 1917 участвовал в работе Всероссийской конференции большевистских военных организаций. Вскоре был уволен из армии за неблагонадёжность.
С августа 1917 В. Ф. Малаховский — в Петрограде. Он активно участвовал в создании Красной гвардии, был автором текста воззваний, листовок и устава Красной гвардии Выборгского района.
После Октябрьской революции Малаховский продолжает партийную работу в создаваемой Красной армии, в 1918 избирается председателем военной секции Петроградского совета, пишет статьи для газеты «Вооружённый народ», которая издавалась этой секцией. В годы Гражданской войны — на политработе на Южном фронте.
После Гражданской войны В. Ф. Малаховский работал в системе Госстраха, а в 1925 поступил в Институт красной профессуры на историческое отделение. Тематика его исследований: история Красной гвардии, история народовольческого движения. Он выпустил несколько книг, принимал участие в публикации документов, печатался в журналах «Красная летопись», «Пролетарская революция», «Каторга и ссылка». В газете «Правда» печатались его рецензии на историко-революционную литературу.
Малаховский преподавал в Коммунистическом университете им. Свердлова, в Институте советского строительства при ВЦИК (где заведовал кафедрой). В последние годы перед кончиной работал в Институте истории АН СССР.
Похоронен на Новодевичьем кладбище в Москве.

### Семья
- Первая жена (с 1919 года) — Лия Пейсаховна Пекуровская (1895—1972), уроженка Мозыря Минской губернии, педагог, выпускница Педагогического института имени А. И. Герцена (1925), инструктор Отдела работниц ЦК ВКП(б) и секретарь редакции журнала «Коммунистка»[2]. С мужем познакомилась в 1918 году в Киеве, будучи студенткой эвакуированного туда Харьковского женского медицинского института (работала заведующей библиотечным отделением Наркомвоенмора Украины и клубом Киевского гарнизона). Вместе с мужем была отправлена на фронт — он был помощником комиссара 8-й дивизии 13-й армии Южного фронта, а жена — политкомиссаром санитарно-эпидемического отряда 42-й дивизии той же армии.
  - Сын — Лев Владимирович Малаховский (1921—2003), доктор филологических наук, специалист по лексикологии английского языка.
- Вторая жена (с 1924 года) — Розалия Ильинична Голубева (1900—1990), кандидат исторических наук, старший научный сотрудник секретариата главной редакции «Истории гражданской войны» и группы летописи Комиссии по истории Великой Отечественной войны (1942—1945 гг.)[3][4], автор книги «Листовки гражданской войны в СССР 1918—1922 гг.» (М.: ОГИЗ Госполитиздат, 1942. — 127 с.), составитель сборника воспоминаний «Перекоп» (М.: ОГИЗ — Л.: Государственное социально-экономическое издательство, 1941. — 259 с.); оставила воспоминания о муже.
  - Сын — Ким (Кирилл) Владимирович Малаховский (1925—1998), доктор исторических наук, специалист по культуре и истории народов Австралии и Океании.

## Основные работы

### Книги
- Из истории Красной гвардии. — Л., 1925.
- На два фронта : (К оценке народовольчества). — М., 1930.
- Буржуазно-демократическая революция в России в 1905—1907 гг. : Две лекции, прочитанные в Высшей школе пропагандистов при ЦК ВКП(б) в 1936 г. — М., 1937.

### Статьи
- Санитарная часть Красной гвардии в 1917 г. // Пролетарская революция. — 1927. — № 11.
- Литература о рабочей Красной гвардии 1917 г. : Критический обзор // Пролетарская революция. — 1928. — № 6—7.
- Переход от Красной гвардии к Красной армии // Красная летопись. — 1928. — № 3.
- Плеханов о сущности народничества // Пролетарская революция. — 1929. — № 1.
- Правда ли, что народовольчество предвосхитило ленинизм? // Каторга и ссылка. — 1930.
- О лозунгах большевизма по организации вооруженных сил революции // Записки секции по изучению проблем войны при Комакадемии. — 1931. — Т. 4.
- «Наши разногласия» Плеханова и народничество // Историк-марксист. — 1925. — № 11.